# Physetobasis annulata
Physetobasis annulata är en fjärilsart som beskrevs av George Francis Hampson 1891. Physetobasis annulata ingår i släktet Physetobasis och familjen mätare. Inga underarter finns listade i Catalogue of Life.